# Actaea fragifera
Actaea fragifera es una especie de crustáceo decápodo de la familia Xanthidae. Originalmente fue incluida en el género Chlorodius.

## Distribución geográfica
Se encuentra en las costas de Singapur.